# Diapsiquir
 (juin 2020).
Diapsiquir est un groupe de black metal avant-gardiste et de variété française, originaire de Dourdan, formé en 1996.

## Biographie
Diapsiquir est un projet de Black Metal avant-gardiste fondé par Clevdh (membre d'Orakle) et Damien Guimard (alias Toxik Harmst, ancien membre de Kickback, Arkhon Infaustus et Orakle), seul membre constant du groupe.
Sur les premières démos jusqu'à L.S.D, Diapsiquir produit un Black metal assez classique : une musique composée de blast beat à la batterie, des accords dissonants de guitare et un grunt (chant guttural aigu). Cependant l'univers crasseux du groupe nait déjà lors de Pacta Daemoniarum. La drogue interviendra, elle, à partir de Lubie Satanique Dépravée.
En 2005 sort l'album Virus STN. Cet album marque un changement dans la musique du groupe : en effet la touche avant-gardiste se donne à entendre par une structure musicale remplie de changements de rythmes et l'introduction de nouveaux instruments (intégrés sous forme de pistes électroniques). Le chant grunt est délaissé pour laisser place à un chant hurlé et expressément faux. Cet album contient également une liste de musiciens invités conséquente avec par exemple Stephen Bessac de Kickback, 666 Torturer et DK Deviant d'Arkhon Infaustus ou encore Meyhna'ch de Mütiilation.
Cet album est essentiellement composé à base d'instruments électroniques, excepté la guitare et le chant de ToxiK.
L'album A.N.T.I sort l'année suivante, en 2011. Cet album est enregistré avec de vrais instruments contrairement à son prédécesseur Virus STN qui contenait beaucoup d'électroniques et s'éloigne encore un peu plus du black metal classique (plus de blast beat de batterie, plus de grunt, chant quelques fois hurlé faux mais chanté la plupart du temps). S'en suivra une tournée d'un an en France et en Belgique, passant par des villes comme Paris, Bruxelles ou encore Nantes.
En 2015, ToxiK et SxC, publient 3 teasers pour leur prochain album qui s'intitulera 180°. L'album sortira en février 2016. Le groupe passe d'un black metal avant-gardiste à une variété française. Un clip sera réalisé pour la chanson Après où on[Qui ?] peut voir le groupe en train de danser en jogging et survêtements avec un fond blanc lumineux.

## Diapsiquir en concert
Le groupe n'a pratiquement jamais donné de concerts : une date en 2003 (en première partie de Kickback) puis pendant un an en 2012 et 2013, avant que Toxik ne décide en 2016 d'arrêter la scène.

## Membres

### Membres Actuels
- Toxik Harmst : guitare, chant, programmations
- SxC : basse, chœurs, programmations

### Ancien Membres
- VulgR : guitare
- Clevdh : batterie

## Discographie[4]

### Albums studio
- 2003 : Lubie Satanique Dépravée (L.S.D)
- 2005 : Virus STN
- 2011 : A.N.T.I
- 2016 : 180°

### Démos et Splits
- 1997 : 4-song demo (démo)
- 1999 : Pacta Daemoniarum (démo)
- 2000 : Battlehorns / Diapsiquir (split avec Battlehorns)
- 2001 : Crasse (démo)
- 2014 : Rats des villes vs. rats des champs (split avec Peste Noire)